# Rectoria de Sant Climent de Llobregat
La Rectoria de Sant Climent és la rectoria de l'Església parroquial de Sant Climent de la població de Sant Climent de Llobregat, Baix Llobregat, que forma part de l'Inventari del Patrimoni Arquitectònic de Catalunya.

## Descripció
La Rectoria de Sant Climent està situada a ponent de l'Església parroquial de Sant Climent al carrer de l'Església, 20. Limita al nord amb un torrent, al sud amb un carrer, a l'est amb l'església i a l'oest amb una estreta faixa de terreny propietat de la casa rectoral, la qual limita amb un escorredor d'aigua. La rectoria és adossada al mateix temple parroquial. És un edifici format per arcades gòtiques i també per un arc d'ingrés de mig punt, adovellat a la manera del segle xvii, seguint, però, la tradició del gòtic. L'arc d'ingrès fou restaurat a principis de segle. Les arcades gòtiques estan disposades l'una obrint el vestíbul actual i l'altra en angle recte respecte d'aquesta, fent de divisòria de dos trams d'una àmplia nau interior, paral·lela respecte a la façana. Aquest espai, en anys anteriors en molt malt estat, es va reformar i recuperar i és on hi ha allotjat avui el Museu d'Eines del Pagès. Aquesta arcada interior és de diafragma i aguanta un sostre de bigues pla. El seu muntant de tramuntana arrenca d'una paret que a la part inferior té un bon tros d'opus spicatum, vestigi d'algun edifici anterior.

## Història
L'Sant Climent era una de les parròquies del terme de l'antiga Baronia d'Eramprunyà, una demarcació feudal del Baix Llobregat, que pertanyia als comtes reis fins al 1323 que fou venut als Marc. El lloc de Sant Climent havia gaudit de certa importància perquè hi passava l'antic camí que per Sant Boi i Begues s'adreçava cap a Vilafranca, camí documentat al segle x i que fou molt transitat durant tota l'edat mitjana. Així és sabut que el 1274 hi passà, de camí cap al Concili de Lió, Jaume I, en companyia d'Alfons el Savi, i que el 1285, quan el rei Pere el Gran que anava a Salou se sentí malalt, feu nit a Sant Climent acompanyat del seu metge Arnau de Vilanova. El 1323 el senyor d'Eramprunyà preferí que el mercat que per privilegi reial podia celebrar al lloc de la Roca de Gavà se celebrés a Sant Climent. En 1347 el senyor d'Eramprunyà, Pere March, feu una despesa d'11000 sous en obres al castell i a la vila de Sant Climent, que a conseqüència de la mala administració dels castlans es trobava en molt estat.